# 河北广播电视台
河北广播电视台（英語：Hebei Radio & Television Station），与河北广电传媒集团有限责任公司一个机构两块牌子，是河北省一家主要從事广播电视节目制作的特大型省属事业单位及国有企业。
河北广播電視台是中华人民共和国河北省的省级电视台与广播电台，由河北人民广播电台、河北电视台等机构于2016年4月19日完成合并重组成立。河北广播电视台拥有9个广播频率和8个电视频道，“冀时”客户端、河北网络广播电视台等新媒体。

## 服务

### 电视频道
河北广播电视台的电视服务源于1969年2月16日成立，1969年12月17日正式开播的河北电视台。1998年12月30日河北卫视开播，2013年8月开办河北网络广播电视台，现有8个电视频道。
| 頻道名稱      | 语言   | 广播格式                    | 啟播時間                                                                         | 频道前身                                                                            | 備註                                                                                             |
| 河北卫视      | 普通話 | SD: PAL 576i 16:9 HD: 1080i | 标清版：1998年12月30日 高标清数模同播：2016年7月1日 高标清16:9同播：2018年5月9日 | 河北电视台二套（HEB-2） 河北电视台新闻综合频道（HEBTV-1）                           | 全国上星播出                                                                                     |
| 经济生活频道  | 普通話 | SD: PAL 576i 16:9 HD: 1080i | 标清版：1969年2月16日 高标清16:9同播：2020年12月23日                             | 河北电视台一套（HEB-1）                                                             |                                                                                                  |
| 都市频道      | 普通話 | SD: PAL 576i 16:9 HD: 1080i | 标清版：2001年7月16日 高标清16:9同播：2020年12月23日                             | 河北有线电视台生活频道 河北电视台文化娱乐频道                                       | [ 3 ]                                                                                            |
| 影视剧频道    | 普通話 | SD: PAL 576i 16:9 HD: 1080i | 标清版：2001年7月16日 高标清16:9同播：2020年12月23日                             | 河北有线电视台娱乐频道 河北电视台体育健康频道                                       | [ 3 ]                                                                                            |
| 少儿科教频道  | 普通話 | SD: PAL 576i 16:9 HD: 1080i | 标清版：2002年5月 高标清16:9同播：2020年12月23日                                 | 河北电视台科学教育频道                                                              | 以少儿和科教節目為主的政策性電視頻道                                                             |
| 文旅·公共频道 | 普通話 | SD: PAL 576i 16:9 HD: 1080i | 标清版：2002年7月1日 高标清16:9同播：2020年12月23日                              | 河北有线电视台共同频道 河北电视台共同频道 河北电视台综艺频道 河北广播电视台公共频道 | 以新闻、文化、旅游、综艺、娱乐節目和河北省下轄各縣级行政区之自製電視節目為主的政策性綜合電視頻道 |
| 三农频道      | 普通話 | SD: PAL 576i 16:9 HD: 1080i | 标清版：2005年5月1日 高标清16:9同播：2020年12月23日                              | 河北广播电视台农民频道                                                              | [ 3 ]                                                                                            |
| 三佳购物频道  | 普通話 | SD: PAL 576i 16:9 HD: 1080i | 标清版：2010年12月3日 高标清16:9同播：2020年12月23日                             |                                                                                     | 与内蒙古、天津合办 同时使用河北電視台台標与三佳购物半圆标（轮流替换）                            |

### 广播频率
河北广播电视台的广播服务源于1949年9月1日成立的河北人民广播电台，是中国共产党成立最早的省级电台之一。现有10个广播频率，占有河北广播市场近60%份额<。
| 頻道名稱             | 语言   | 频道频率 | 啟播時間       | 频道前身                   | 備註  |
| 综合广播             | 普通話 | 石家庄：FM104.3 承德：FM105.2 张家口：FM105.5 秦皇岛：FM95.0 保定：FM107.5 衡水：FM89.4 邯郸：AM783 FM97.9 全省中波：AM1278      | 1949年6月1日   | 河北人民广播电台（主频率） |       |
| 新闻广播             | 普通話 | FM104.3、AM1278 | 2021年8月16日  | 河北人民广播电台（主频率） |       |
| 经济广播（故事1079） | 普通話 | 石家庄：FM107.9 唐山：AM846 承德：FM91.9 秦皇岛：FM93.6 沧州：FM95.8 张家口：FM92.4 邢台：AM1521 全省中波：AM1125                | 1993年10月1日  | 河北经济广播电台           |       |
| 交通广播             | 普通話 | 石家庄：FM99.2 张家口：FM101.6 承德及京津地区：FM99.3                                                                            | 1996年1月1日   |                            | [ 3 ] |
| 文艺广播             | 普通話 | 石家庄：FM90.7 承德：FM103.2 张家口：FM102.8 秦皇岛：FM102.2 保定：FM95.3 衡水：FM95.0 沧州：FM90.2 唐山：FM94.8 全省中波：AM900 | 1998年12月28日 |                            | [ 3 ] |
| 生活广播             | 普通話 | 石家庄：FM89.0 唐山：FM102.0 沧州：FM97.0 北京：FM91.0 全省中波：AM783                                                           | 2004年1月1日   |                            | [ 3 ] |
| 音乐广播             | 普通話 | 石家庄：FM102.4 张家口：FM93.9 秦皇岛：FM106.4 沧州：FM105.7 廊坊：FM93.5 唐山：FM89.5 北京：FM92.7 FM93.5                       | 2004年12月20日 |                            | [ 3 ] |
| 农民广播             | 普通話 | 石家庄：FM98.1 保定：FM91.8 邢台：FM92.8 邯郸：FM104.8 承德：FM107.6 沧州：FM102.3 张家口：FM88.3 秦皇岛：AM1251 全省中波：AM558 | 2006年8月28日  | 农村广播                   | [ 3 ] |
| 旅游文化广播         | 普通話 | 石家庄：FM100.3 廊坊：FM88.1 衡水：FM107.2 邢台：AM603 全省中波：AM1521                                                          | 2008年7月18日  |                            | [ 3 ] |